# 加林娜·尼古拉耶芙娜·布仁斯卡婭
加林娜·尼古拉耶芙娜·布仁斯卡婭博士（俄语：Бужинская, Галина Николаевна）是俄羅斯莫斯科海洋研究實驗室的高級研究員，專長於多毛綱物種的動物學、系統學、形態學、生態學、繁殖學，以及生物地理學的研究，特別是遠東地區的多毛綱物種。多毛綱有多個物種，例如：Flotidae都是由她來命名。